# Luther Burbank
Pour les articles homonymes, voir Burbank.
Luther Burbank (7 mars 1849 à Lancaster, Massachusetts, États-Unis - 11 avril 1926 à Santa Rosa, Californie) est un horticulteur américain qui a développé plus de 800 nouvelles variétés de plantes dont la pomme de terre Russet Burbank, connue aussi sous le nom de pomme de terre de l'Idaho.

## Biographie
Il s'installe à Santa Rosa en 1875. Il acquiert 69 000 m2 de terrain où, inspiré par l'œuvre de Charles Darwin, The Variation of Animals and Plants under Domestication, il conduit des expériences de croisement entre variétés de végétaux. Parmi les nombreux hybrides qu'il obtient, citons des prunes, des framboises, des abricots et des pêches. Dans ses jardins, il expérimentait en permanence 3 000 croisements par la mise en culture de millions de pieds. Il teste au total, durant sa vie, plus de 30 000 nouvelles variétés.
En 1873, Luther Burbank sélectionne une plantule de pomme de terre née d'un semis de la variété 'Early Rose'. C'est de cette pomme de terre qu'est issue par la suite, en 1908, d'une mutation spontanée, la variété 'Russet Burbank', qui fut longtemps la plus utilisée aux États-Unis pour la production industrielle de frites
Son œuvre est aussi à l'origine de la loi américaine de 1930 sur la possibilité de breveter de nouveaux hybrides de plantes (la Plant Patent Act).
Il était franc-maçon. Burbank s'est intéressé aux questions spirituelles et, durant les dernières années de sa vie, fut un ami de Paramahansa Yogananda qui le définit comme l'idéal du saint américain.
La ville de Burbank en Californie n'a pas été nommée en son honneur, mais en celui du dentiste David Burbank.
Il fait partie des personnalités dont John Dos Passos a écrit une courte biographie, au sein de sa trilogie U.S.A..

## Postérité
La peintre mexicaine Frida Kahlo en a fait le portrait en 1931, sous forme mi-humaine, mi-végétale.